# Horjul
Horjul je naselje z okrog 1.500 prebivalci in središče občine Horjul. Leži v najbolj razširjenem delu doline potoka Horjulščica. Na severnem gričevnem obrobju so na vršajih potokov njive in travniki. Prebivalstvo je v glavnem zaposleno v industriji. V starih časih je bil Horjul kmečka vas, dandanes pa je ostalo le še nekaj kmetij. Horjul je ob delavnikih povezan z Ljubljano in Vrhniko z rednima avtobusnima linijama. V centru Horjula se nahaja sedež Občine Horjul, cerkev sv. Marjete, Osnovna šola Horjul in center starejših občanov Horjul (DEOS).
V Horjulu sta se mdr. rodila slovenski jezikoslovec Tine Logar ter pisateljica Kristina Brenk.

## Etimologija
Ime se leta 1364 pojavi kot Cheryawl, 1410 Kriawl, 1427 Koriawl, 1433 Cheriawll, 1498 Chriaul in 1744 Herjul.
Izvor toponima je nejasen. Lokalno je v dolinski govorici znan kot Hrjuj ali Hrjujc, v govorici višje živečih ljudi pa kot Frjuj. Nekateri so menili, da toponim izhaja iz latinskega Forum Julii, keltskega andronima Ariolo, a jih je Marko Snoj označil za nezadostno pojasnene. Ime izhaja iz *Horjul-jь, ki pa sam z elipso in transonimizacijo izhaja iz slovanske ljubkovalnice *Horjul. Slednji je sestavljen iz antroponima *hor- in obrazil *jь in -ul. Poleg ojkonima 'Horjak' je Horjul najverjetneje edini toponim na slovenskem in južnoslovanskem območju, ki izhaja iz korena *horъ.

## Zgodovina
V začetku 20. stoletja je bilo na robu vasi odkrito pozno-železnodobno keltsko pokopališče. Čeprav so bile najdbe do danes izgubljene, je najdba pokopališča edini dokaz Keltov v Horjulški dolini. Odkrili so tudi rimski vodovod, ki pa je povezan z villo rustico v Polhovem Gradcu.
Leta 1855 je bila v Horjulu ustanovljena začasna, leta 1861 pa stalna šola. Leta 1862 so stavbo bivše šole podrli in na novo zgradili. Današnje šolsko poslopje je iz leta 1975.
Organizirano delovanje Osvobodilne fronte se je na območju Horjula pričelo junija 1941 po italijanski priključitvi ozemlja v okviru Ljubljanske pokrajine. 14. junija 1942 so partizani mučili horjulškega župana Ivana Bastiča ter njegovo ženo Marjano ter kasneje oba ubili. Novembra 1942 je bila v kraju ustanovljena prostovoljna protikomunistična milica. Postojanka je po italijanski kapitulaciji septembra 1943 postala domobranska. Novembra 1943 so vas bombardirale nemške letalske sile, več hiš je bilo uničenih. 8. septembra 1944 so partizanske sile Prešernove brigade neuspešno napadle domobransko postojanko.